# 伊藤庄亮
伊藤 庄亮（いとう しょうすけ、1941年 - ）は、日本の外交官。内閣官房内閣審議官兼インドシナ難民対策連絡調整会議事務局長等を経て、2000年（平成12年）から2003年（平成15年）までパラグアイ駐箚特命全権大使を務めた。

## 経歴・人物
1965年慶應義塾大学法学部卒業。同年外務公務員採用中級試験合格。1966年外務公務員採用上級試験合格。1974年には在クウェート日本大使館占拠事件で人質となる。1985年在タンザニア日本国大使館参事官。1987年外務大臣官房領事移住部旅券課長。1990年外務大臣官房外務参事官兼大臣官房領事移住部。同年在ミュンヘン日本国総領事総領事。1994年在フランクフルト日本国総領事館総領事。1996年内閣審議官（内閣官房内閣外政審議室）兼インドシナ難民対策連絡調整会議事務局局長。1998年駐ガーナ兼シエラレオネ特命全権大使。2000年駐パラグアイ特命全権大使。

## 著書
- 『翔ぶための視点学 : 広角度人間のすすめ』ロングセラーズ 1978年